# Dunleer
Dunleer (in irlandese: Dún Léire) è una cittadina nella contea di Louth, in Irlanda.